# 兼島信栄
兼島 信栄（かねしま しんえい、1900年 - 没年不明）は、日本の政治家、空手家、弁護士、画家。沖縄県那覇市首里寒川町出身。

## 生涯
那覇市に生まれる。
東京都北区に疎開し、警察官として勤務した。
日本大学法学部を卒業して弁護士となる。
1947年9月10日、美里村で琉球社会党を結成し、10月20日には兼島信栄の第一次沖縄社会党に合併。沖縄社会党は沖縄民主同盟や沖縄人民党とともに知事・議会議員の公選を訴え、アメリカ合衆国による沖縄統治の下での琉球独立を模索した。
山城善光によれば、1949年5月1日以後、社会党・民主同盟・人民党の3党からなる「民族戦線演舌会」が開催されると、那覇市を皮切りに、糸満、石川、名護、本部、今帰仁、大宜味で盛況を収めたという。また、同年12月26日には、三党連絡協議会も開催された。しかし、沖縄社会党は、12月30日の民主同盟・人民党の2党代表と軍政長官のジョセフ・R・シーツとの会談に参加しなかった。沖縄社会党は大宜味のワンマン体制であったため大衆から理解が得られず、1952年3月2日の第1回立法院議員総選挙で敗北し、同年4月7日解散した。
空手は石嶺琉で、熊手、ナイハンチを得意とした。兼島鳳山の筆名で画家の活動もおこない、画集を出版している。

## 著書
- 『琉球古典基本組躍集 - 22組』私家版、1971年